# XForms (X11)
Pour les formulaires en XML, voir XForms.
XForms est un toolkit (boîte à outils servant à fabriquer des interfaces graphiques) basé sur la Xlib pour le système graphique X Window (X11, généralement sur Unix)